# 榛谷泰明
榛谷泰明（はんがい やすあき、1935年11月23日 - 2014年4月25日）は、映像作家、辞典編纂者。
北海道生まれ。早稲田大学文学部演劇学科卒。フリーの脚本家・演出家。映画・テレビ・ビデオ・舞台劇の構成・監督。口承文芸（民話）の記録・文字化。事典・辞典の編纂。紀行作家。『北の縄文塾』塾長。『人聞の足跡をたどる会』たどる人。山口崇のラジオ番組「音と崇と昔ばなし」の同行者を務めた。
病気と闘いながら最後の執筆「一期一会」を残し、愛妻に見守られながら故郷の石狩市の病院で息を引き取った。78歳だった。
亡くなる直前まで意識があり、創作意欲は途絶えることがなかった。

## 編著書
- 『幻想の地平線』草風社、1978
- 『遥かなる春告鳥 とんとむかしメルヘン』草風社、1979
- 『かろうと物語 とんとむかしメルヘン』草風社、1980
- 『音と崇と昔ばなし』山口崇共著 山形民話の会、1981
- 『山姫物語 とんとむかしメルヘン』草風社、1982
- 『レトリカ 比喩表現事典』編、白水社、1988
- 『北のオデッセイ 北海道沿岸ぐるり徒歩の旅』山と渓谷社、1992
- 『風のオデッセイ 本州沿岸ぐるり徒歩の旅』光雲社、1994
- 『南のオデッセイ 九州沿岸ぐるり徒歩の旅』南日本新聞社、1995
- 『比喩の日本語』白水社、2002
- 『魂のオデッセイ 日独ロマンチック街道・徒歩の旅』人間の足跡をたどる会、2003
- 『摩騰君子媼が語る越前の昔話』編、人間の足跡をたどる会、2004
- 『ほめことばの事典』編、白水社、2005
- 『縄文の森へようこそ 森と精霊のおとぎ話』中西出版、2009
- 『あなたの心にそっとふれさせて下さい ポエムエッセーイランカラプテ』中西出版、2010

## 参考
- セブンネット
- 『文藝年鑑』2012